# Susi Kentikian
Susianna "Susi" Levonovna Kentikian (en armenio: Սյուզի Կենտիկյան; cuyo nombre real es Syuzanna Kentikyan (11 de septiembre de 1987) es una boxeadora profesional de nacionalidad armenia-alemana. Nació en Ereván, en la República Socialista Armenia pero con su familia debió abandonar ese país cuando tenía cinco años por la Guerra del Alto Karabaj. Desde 1996 se radicó en Hamburgo comenzando a los veinte años la práctica de boxeo. Primero como amateur y a partir de 2005 como profesional firmando contrato con la asociación radicada en Hamburgo Sportlight Boxing.
El 30 de julio de 2016, peleó en la defensa del título de la WIBF contra Nevenka Mikulic ganando por decisión unánime. A partir de 2018, esa es su pelea más reciente. Para 2017, el campeonato de peso mosca femenino de la AMB de Kentikian había quedado vacante.
Kentikian obtuvo dos títulos mundiales en la categoría peso mosca desde 2007 a 2012, metiendo el título femenino de la Asociación Mundial de Boxeo (WBA) desde 2007 a 2012 y 2015 a 2017. Durante la convención anual de 2009 de la WBA fue nombrada la primera Supercampeona femenina. Y en esa oportunidad se anunció que su cinturón de campeona llevara su nombre para otras futuras campeonas.

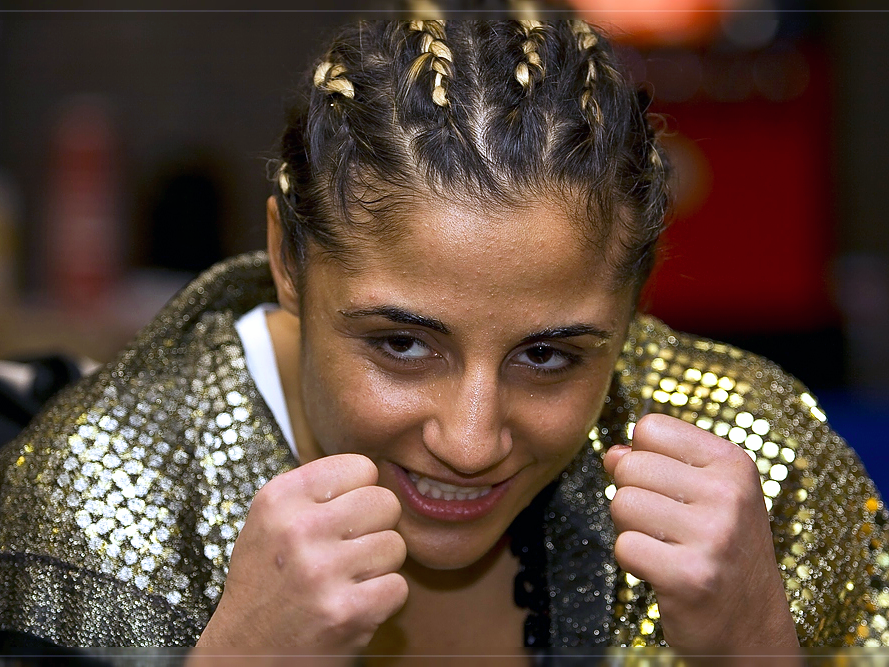
Kentikian antes de su pelea frente a Sarah Goodson, en febrero de 2008.